# Осама Мрабет
Осама Мрабет (на френски език - Oussama Mrabet) е френски футболист от тунизийски произход, който играе като полузащитник за Черноморец (Бургас).

## Кариера
Мрабет е роден в Масси. Започва да тренира футбол в местния отбор, след което преминава през още няколко футболни школи. Отличава се с престоя си в Сошо, където става шампион в първенството до 17 г.Представянето му е забелязано от английския Уигън, които го канят на пробен период. По това време във франция го наричат новия Зинедин Зидан. Договорът на Мрабет със Сошо изтича и поради засиления интерес към него, отказва да го поднови. Пробите в Уигън не се оказват успешни и той се оказва свободен агент. Изкарва проби и в испанския Валядолид, но и там не се стига до договор. В крайна сметка подписва с тунизийския Зарзис, където е до 2013 г. Започва подготовка с Черноморец (Бургас) на 10 юни 2013 г. като ново попълнение.Дебютира на 19 юли 2013 г. срещу Черно море (Варна).

## Статистика по сезони
| Сезон   | Отбор           | Първенство | Мачове | Голове |
| ------- | --------------- | ---------- | ------ | ------ |
| 2013/14 | Черноморец (Бс) | А група    | 3      | 0      |